# План Мадагаскар
План Мадагаскар био је приједлог власти нацистичке Немачке за насилно премјештање европских Јевреја на острво Мадагаскар. Франц Раденмахер, шеф одјељења за Јевреје у министарству спољних послова Њемачке, предложио је ту идеју у јуну 1940, непосредно прије пада Француске. Приједлог је захтијевао да се контрола над Мадагаскаром, тада француском колонијом, преда Њемачкој у склопу евентуалних мировних услова.
Идеју о пресељавању пољских Јевреја на Мадагаскар, тада дио Француске колонијалне империје, испитивала је пољска влада 1937, али је радна група која је послата да процјени потенцијал острва установила да би се могла смјестити само 5.000—7.000 породица или према неким процјенама чак само 500 породица. Будући да су напори нациста да подстакну исељавање Јевреја из Њемачке прије Другог свјетског рата били само дјелимично успјешни, влада је 1940. оживјела идеју о депортацији Јевреја на Мадагаскар.
Раденмахер је 3. јуна 1940. препоручио да се Мадагаскар стави на располагање као одредиште европских Јевреја. Уз одобрења Адолфа Хитлера, Адолф Ајхман је 15. августа 1940. објавио меморандум у којем се позива на пресељење милион Јевреја годишње у року од четири године, при чему би острвом било управљано као полицијском државом под СС-ом. Претпостављајући да ће многи Јевреји подлећи тешким условима на острву, ако се план спроведе. План није био одржив због британске поморске блокаде. План је привремено одложен након што је Њемачке изгубила битку за Британију у септембру 1940, а трајно 1942. с почетком Коначног рјешења, политике систематског геноцида над Јеврејима, према коме је функционисао као важан психолошки корак.

### Додатне литература
- Ainsztein, Reuben (1974). Jewish Resistance in Nazi-Occupied Eastern Europe. London: Elek Books. ISBN 978-0-236-15490-6.
- Brechtken, Magnus (1998). Madagaskar für die Juden: Antisemitische Idee und politische Praxis 1885–1945 (на језику: немачки). Oldenbourg: Wissenschaftsverlag. ISBN 3-486-56384-X.
- Rademacher, Franz (3. 7. 1940). „The Madagascar Plan: The Jewish Question in the Peace Treaty”. Jewish Virtual Library. American-Israeli Cooperative Enterprise.